# Pradědská hornatina
Pradědská hornatina (pol. Masyw Pradziada, niem. Altvaterbergland) – mikroregion wchodzący w skład pasma górskiego Wysokiego Jesionika (cz. Hrubý Jeseník), w północno-wschodnich Czechach, w Sudetach Wschodnich, na pograniczu Moraw i Śląska. Graniczy od północnego wschodu z Masywem Orlíka (cz. Medvědská hornatina), od północnego zachodu z Masywem Keprníka (cz. Keprnická hornatina), od północy z Górami Opawskimi (cz. Zlatohorská vrchovina), od południowego zachodu z Hanušovicką vrchoviną, a od wschodu i południowego wschodu z Niskim Jesionikiem (cz. Nízký Jeseník).

## Charakterystyka

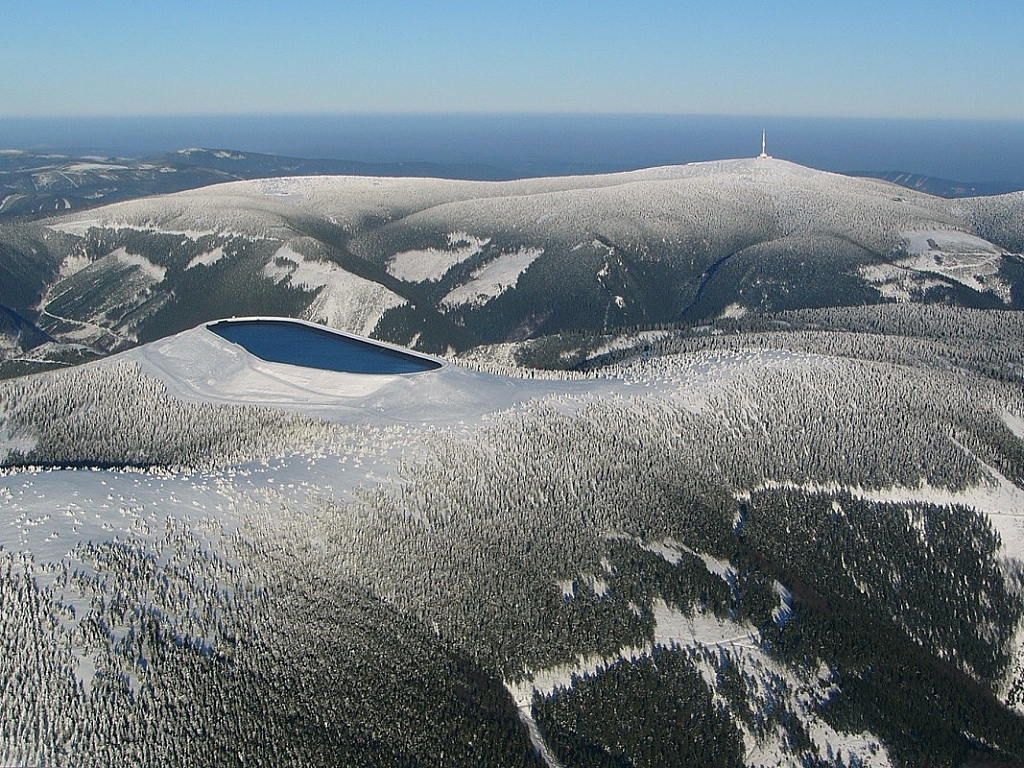
Widok na grzbiet boczny i główny Masywu Pradziada (2007 rok)

Jest to jeden z trzech mikroregionów pasma Wysokiego Jesionika o średniej wysokości 953 m n.p.m. z najwyższym szczytem Pradziad (cz. Praděd), który jest jednocześnie najwyższym szczytem Moraw i Śląska. Od Masywu Keprníka oddziela go przełęcz Červenohorské sedlo, od Masywu Orlíka przełęcze: Videlské sedlo, Kóta i Hvězda, a od Hanušovickiej vrchoviny przełęcz Skřítek .
Masyw Pradziada składa się z grzbietu głównego (grzebienia) masywu góry Pradziad z rozgałęzieniami, biegnącego od przełęczy Červenohorské sedlo przy górze Velký Klínovec do ostatniego szczytu grzebienia Ztracené skály, blisko przełęczy Skřítek, oraz grzbietu bocznego z główną górą Dlouhé stráně biegnącego od góry Hubertka do przełęczy Vlčí sedlo .

## Budowa geologiczna
Pod względem geologicznym Masyw Pradziada zbudowany jest ze skał metamorficznych, głównie: gnejsów, migmatytów, łupków łyszczykowych, amfibolitów, kwarcytów, fyllitów, marmurów i in.

## Rzeźba terenu

### Szczyty

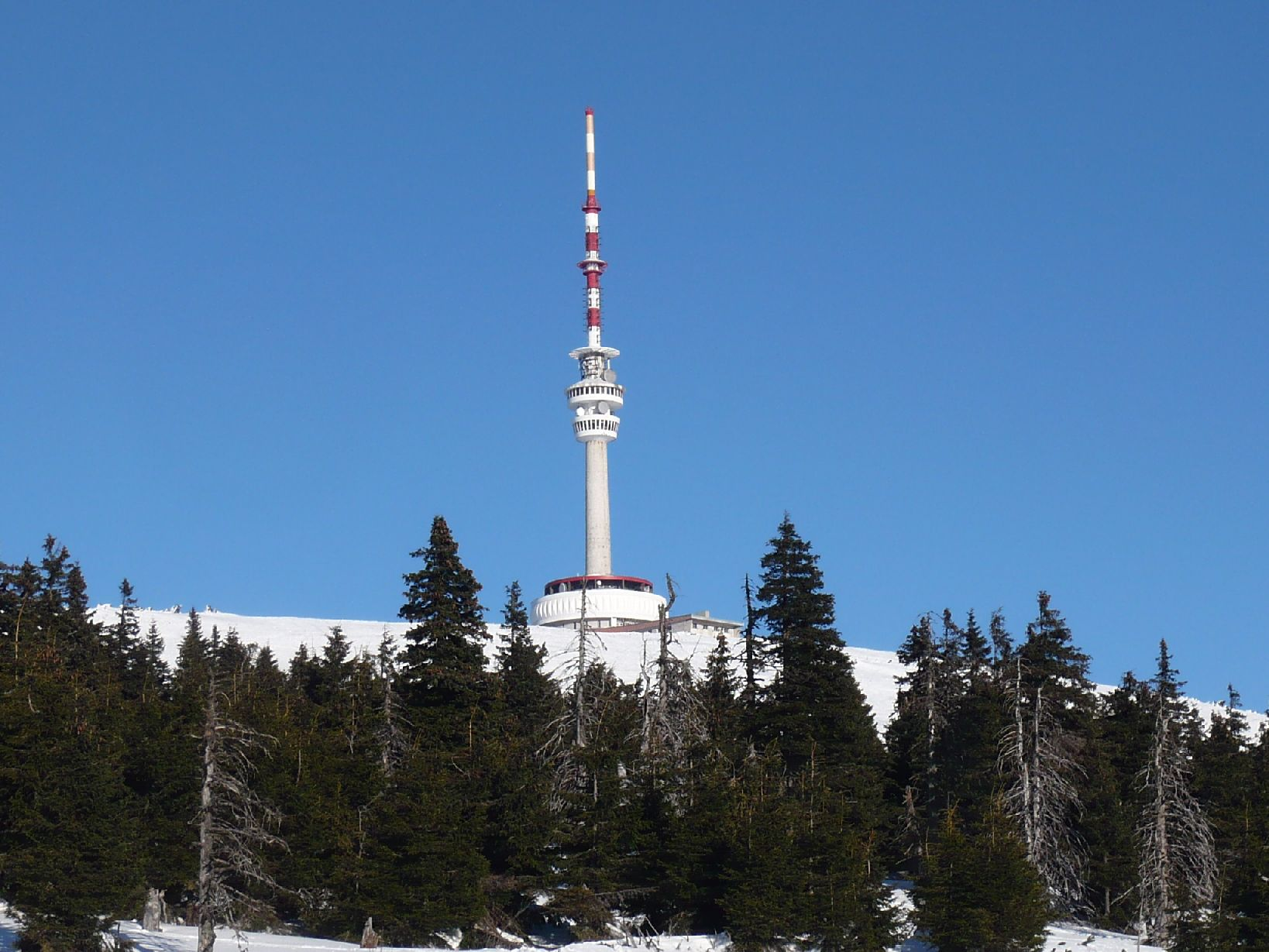
Wieża telewizyjna Praděd (2007 rok)

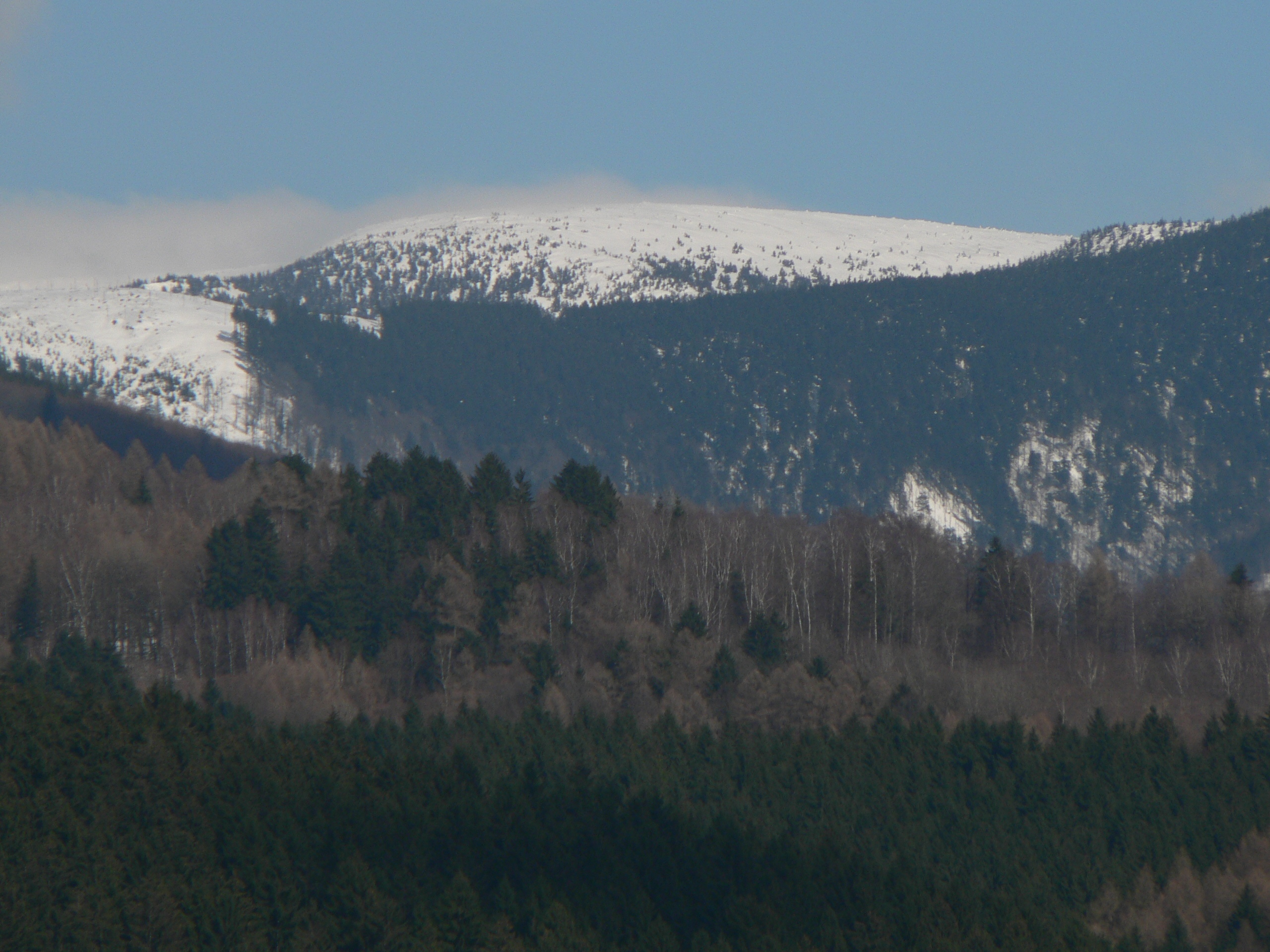
Widok na górę Vysoká hole (2009 rok)

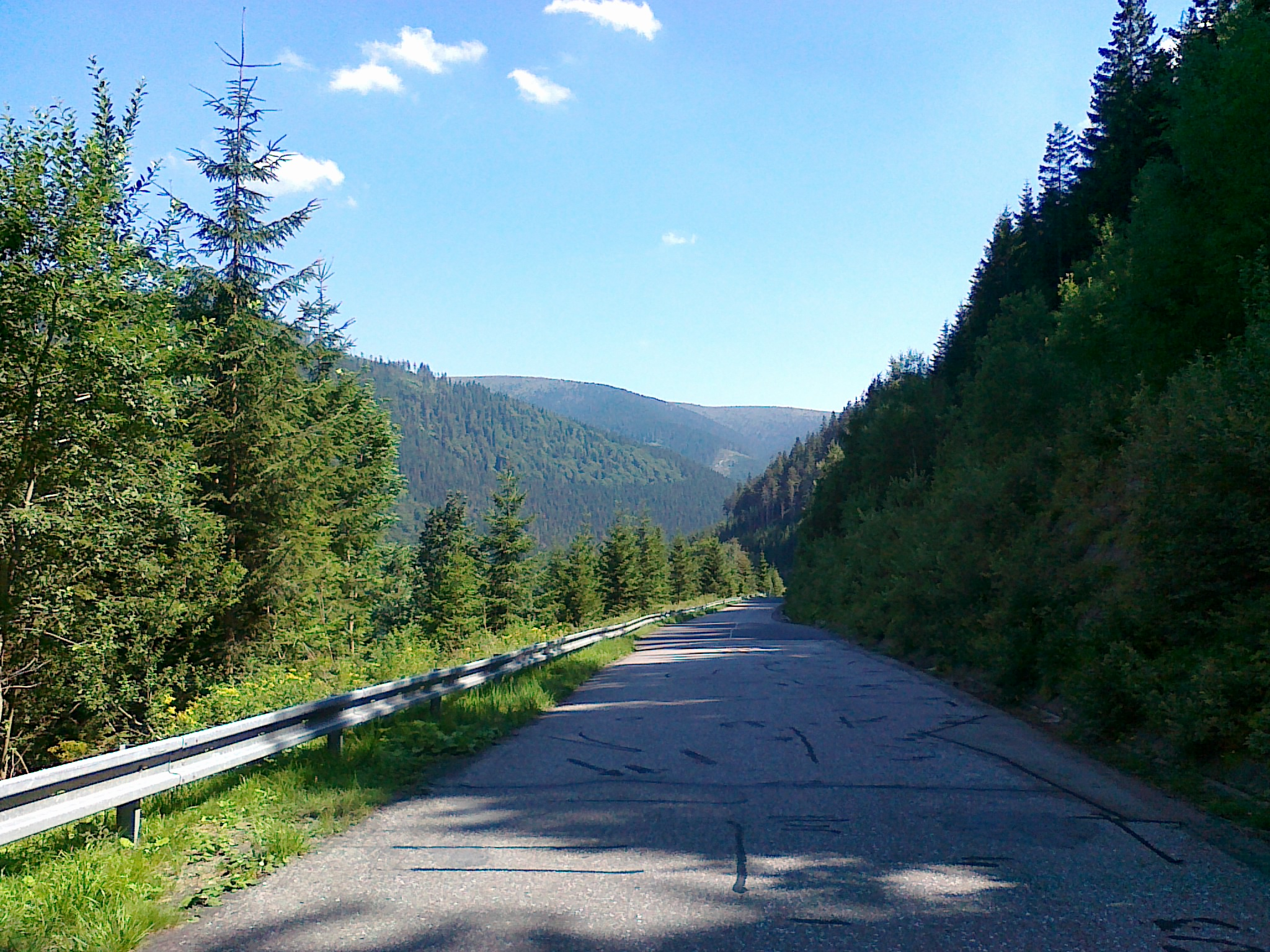
Widok ze szlaku rowerowego na stoku góry Velká Jezerná na górę Vysoká hole i szczyt Kamzičník, z lewej stok Divoký kámen (2012 rok)

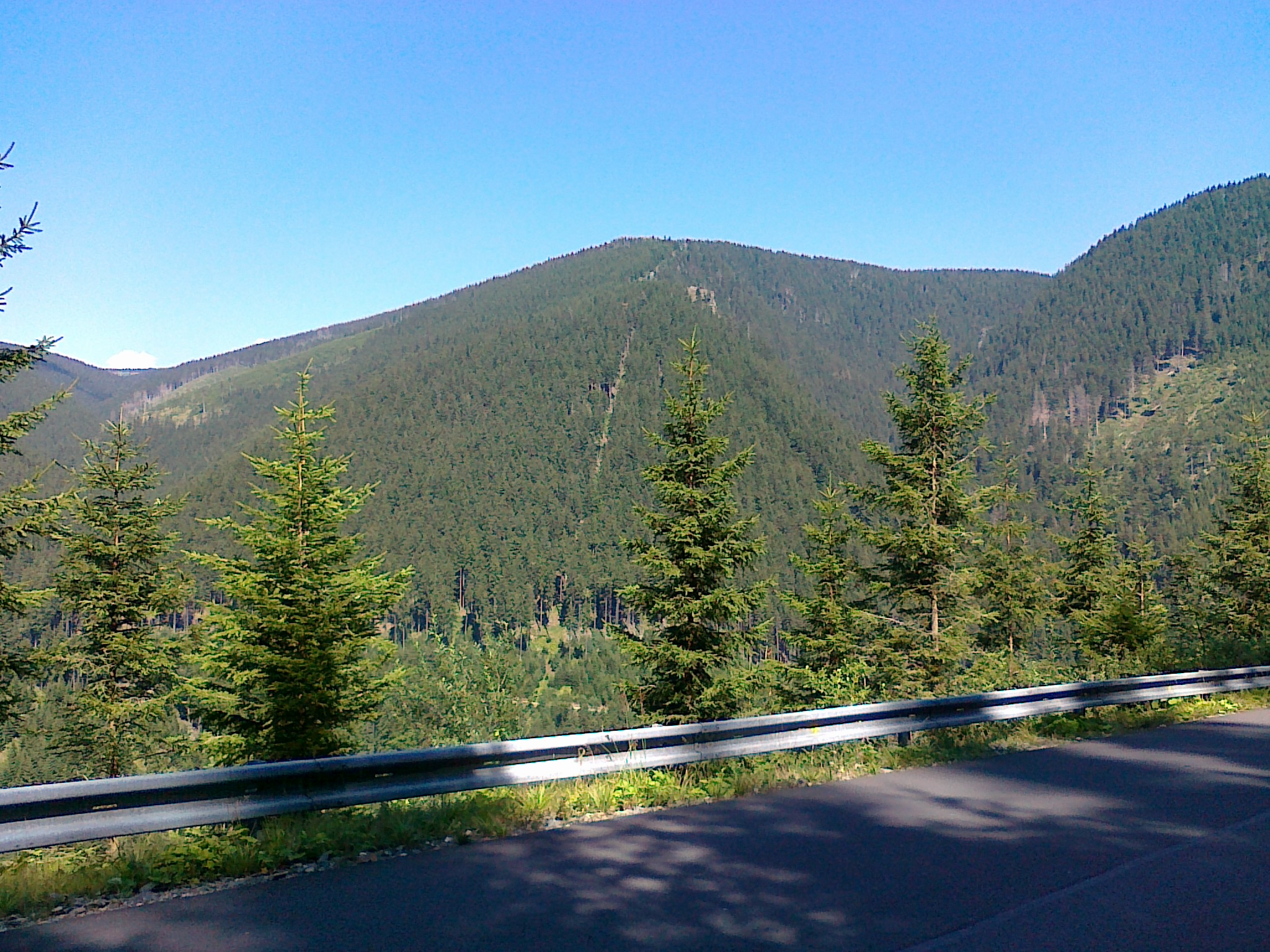
Widok ze stoku góry Velká Jezerná na szczyt Velký Děd (2012 rok)

W Masywie Pradziada znajduje się 136 określonych i nazwanych szczytów, w tym 73 o wysokości powyżej 1000 m n.p.m. :
| Lp. | Szczyt                | Wysokość m n.p.m. |
| 1   | Pradziad (cz. Praděd) | 1491              |
| 2   | Vysoká hole           | 1465              |
| 3   | Vysoká hole – JZ      | 1465              |
| 4   | Petrovy kameny        | 1447              |
| 5   | Kamzičník             | 1420              |
| 6   | Velký Děd             | 1408              |
| 7   | Velký Máj             | 1385              |
| 8   | Malý Děd              | 1369              |
| 9   | Jelení hřbet          | 1367              |
| 10  | Břidličná hora        | 1358              |
| 11  | Praděd – V            | 1357              |
| 12  | Dlouhé stráně         | 1354              |
| 13  | Mravenečník           | 1344              |
| 14  | Vřesník               | 1343              |
| 15  | Pecný                 | 1334              |
| 16  | Zámčisko              | 1325              |
| 17  | Pec                   | 1311              |
| 18  | Velký Jezerník        | 1309              |
| 19  | Velký Jezerník – J    | 1308              |
| 20  | Velký Jezerník – JZ   | 1297              |
| 21  | Divoký kámen          | 1286              |
| 22  | Malá Jezerná          | 1271              |
| 23  | Temná                 | 1264              |
| 24  | Zámčisko – S          | 1264              |
| 25  | Medvědí hřbet         | 1261              |
| 26  | Nad Vodopádem         | 1256              |
| 27  | Ztracené kameny       | 1251              |
| 28  | Kamenec (1)           | 1250              |
| 29  | Velká Jezerná         | 1249              |
| 30  | Velká Jezerná – J     | 1239              |
| 31  | Ostrý vrch            | 1230              |
| 32  | Jelenka               | 1214              |
| 33  | Homole                | 1209              |
| 34  | Malý Jezerník         | 1209              |
| 35  | Homole – SV           | 1206              |
| 36  | Hubertka              | 1198              |
| 37  | Sokol                 | 1191              |
| 38  | Malý Máj – SZ         | 1188              |
| 39  | Ostružná              | 1185              |
| 40  | Zelené kameny         | 1179              |
| 41  | Velký Klín            | 1178              |
| 42  | Kamzičí vrch          | 1173              |
| 43  | Sokolí skála (1)      | 1170              |
| 44  | Výrovka               | 1168              |
| 45  | Rysí skála            | 1167              |
| 46  | Velký Klínovec        | 1167              |
| 47  | Medvědí hora          | 1164              |
| 48  | Ztracené skály        | 1155              |
| 49  | Prostřední vrch       | 1153              |
| 50  | Tupý vrch             | 1123              |
| 51  | Malý Jezerník – SZ    | 1120              |
| 52  | Ostružná – S          | 1115              |
| 53  | Malý Klín             | 1101              |
| 54  | Velký Klín – JZ       | 1093              |
| 55  | Jeřáb                 | 1083              |
| 56  | Čertova stěna         | 1082              |
| 57  | Malý Máj              | 1082              |
| 58  | Sokolí skála (2)      | 1064              |
| 59  | Nad soutokem          | 1060              |
| 60  | Hřbety                | 1058              |
| 61  | Hradečná              | 1057              |
| 62  | Nad Petrovkou         | 1050              |
| 63  | Kozí hřbet            | 1041              |
| 64  | Zámčisko – SZ         | 1040              |
| 65  | Jelenec               | 1040              |
| 66  | Ráztoka               | 1033              |
| 67  | Skály pod Kopřivnou   | 1027              |
| 68  | Soukenná              | 1026              |

| Lp. | Szczyt                 | Wysokość m n.p.m. |
| 69  | Kamenec (2)            | 1023              |
| 79  | Kopřivná               | 1019              |
| 71  | Kopřivná – SZ          | 1017              |
| 72  | Javorový vrch (2)      | 1016              |
| 73  | Skalní tabule          | 1011              |
| 74  | Čepel                  | 998               |
| 75  | Kamenný kostel         | 994               |
| 76  | Strážka                | 994               |
| 77  | Břidličná hora – SZ    | 984               |
| 78  | Hřbety – JZ            | 980               |
| 79  | Špičák                 | 966               |
| 80  | Klobouk                | 961               |
| 81  | Jestřábí vrch          | 961               |
| 82  | Smolný vrch            | 941               |
| 83  | Ztracené skály – J     | 930               |
| 84  | Kámen svobody          | 926               |
| 85  | Javorový vrch (2) – JV | 917               |
| 86  | Kočičí skalka          | 917               |
| 87  | Rudná hora             | 917               |
| 88  | Dlouhý vrch            | 916               |
| 89  | Kosov                  | 905               |
| 90  | Kluč                   | 893               |
| 91  | Kámen svobody – JV     | 892               |
| 92  | Pod doly               | 871               |
| 93  | Štěrkovec              | 870               |
| 94  | Pod doly – SV          | 865               |
| 95  | Skály (2)              | 864               |
| 96  | Sutě                   | 859               |
| 97  | Nad kapličkou          | 855               |
| 98  | Hřibovec               | 850               |
| 99  | V javořinách           | 850               |
| 100 | U pecí                 | 850               |
| 101 | Štěrkovec – J          | 846               |
| 102 | U pecí – SZ            | 841               |
| 103 | Sutě – JZ              | 837               |
| 104 | Solný vrch             | 829               |
| 105 | Novoveský vrch         | 827               |
| 106 | Skalnatý               | 814               |
| 107 | Jestřábí vrch – JZ     | 813               |
| 108 | Jedlový vrch           | 808               |
| 109 | Novoveský vrch – JV    | 804               |
| 110 | Kozí hřbet – JZ        | 804               |
| 111 | Ostroh                 | 803               |
| 112 | Kluč – JV              | 802               |
| 113 | Solný vrch – JV        | 799               |
| 114 | Ostroh – S             | 788               |
| 115 | U rozhledny            | 783               |
| 116 | Ostroh – SV            | 782               |
| 117 | Solný vrch – V         | 765               |
| 118 | Kapličkový vrch        | 761               |
| 119 | Nad myslivnou          | 746               |
| 120 | Lysá hora              | 744               |
| 121 | Kalkzeche              | 744               |
| 122 | Na stráni              | 730               |
| 123 | Měděnec                | 729               |
| 124 | Liščí díry             | 726               |
| 125 | Na stráni – S          | 724               |
| 126 | U hranic               | 713               |
| 127 | Solný vrch – SV        | 692               |
| 128 | Růžová stráň           | 670               |
| 129 | Růžová stráň – SZ      | 670               |
| 130 | Růžová stráň – J       | 664               |
| 131 | Lysá hora – JZ         | 656               |
| 132 | Růžová stráň – JV      | 636               |
| 133 | Měděnec – J            | 626               |
| 134 | Seč                    | 618               |
| 135 | Měděnec – JZ           | 591               |
| 136 | Kocián                 | 591               |

### Przełęcze

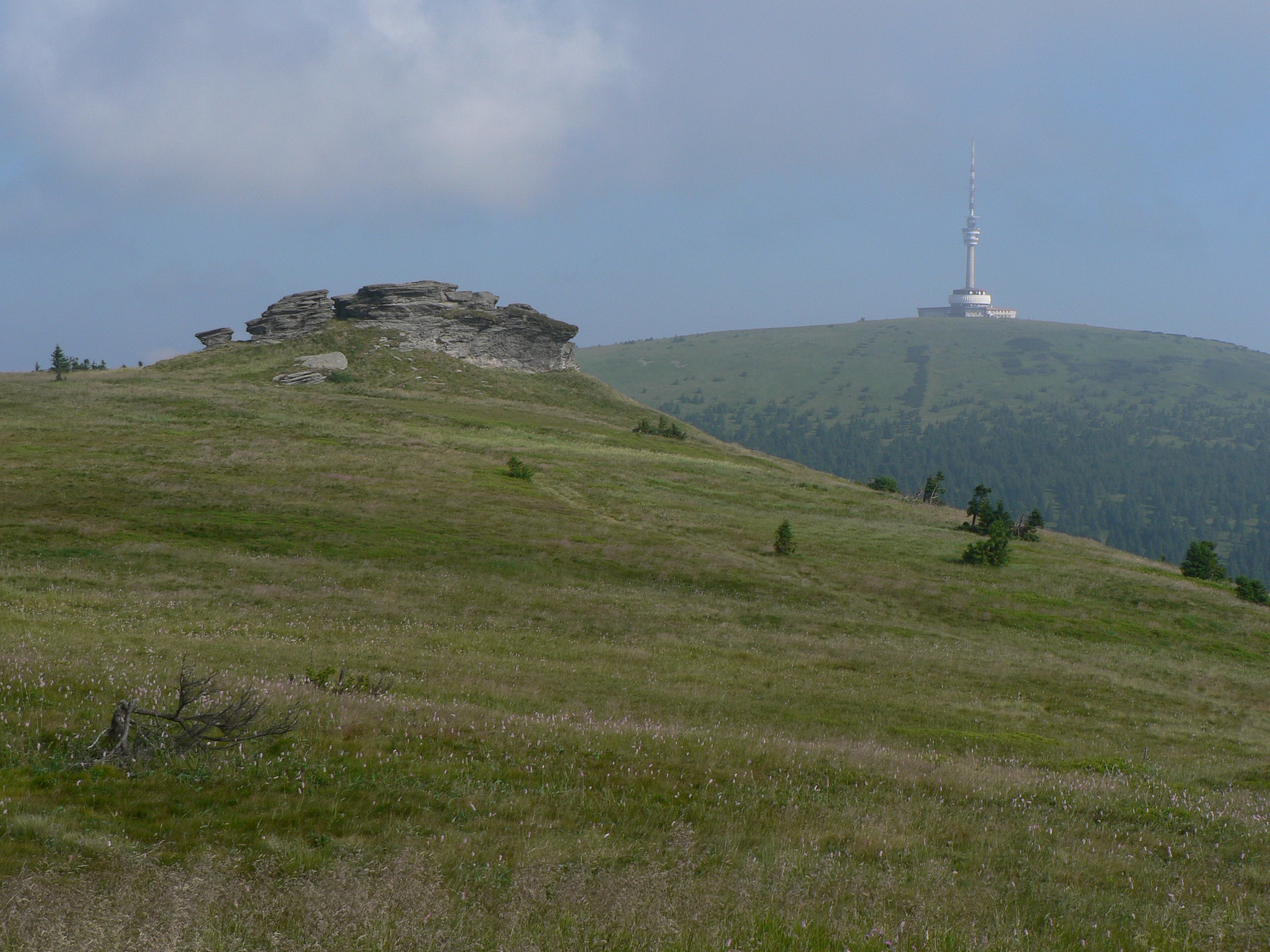
Widok z przełęczy Sedlo u Petrových kamenů na szczyty gór Petrovy kameny i Pradziad (2010 rok)

Najwyżej położoną przełęczą w Masywie Pradziada oraz w całym paśmie Wysokiego Jesionika jest mało wybitna przełęcz pomiędzy szczytem głównym Vysoká hole i drugorzędnym Vysoká hole – JZ o wysokości 1461 m n.p.m. 
| Lp. | Przełęcz                   | Wysokość m n.p.m. |
| 1   | Sedlo u Petrových kamenů   | 1431              |
| 2   | Sedlo nad Malým kotlem     | 1328              |
| 3   | U Barborky                 | 1317              |
| 4   | Pláň                       | 1311              |
| 5   | Sedlo Velký Jezerník       | 1299              |
| 6   | Sedlo pod Jelení studánkou | 1203              |
| 7   | Sedlo pod Májem            | 1155              |
| 8   | Hřebenová                  | 1120              |
| 9   | Sedlo pod Malým Jezerníkem | 1114              |
| 10  | Mravenčí sedlo             | 1101              |

| Lp. | Przełęcz                             | Wysokość m n.p.m. |
| 11  | Petrovka                             | 1041              |
| 12  | Červenohorské sedlo                  | 1013              |
| 13  | Kóta                                 | 1003              |
| 14  | Videlské sedlo (Sedlo Videlský kříž) | 930               |
| 15  | Branka                               | 921               |
| 16  | Mravencovka                          | 892               |
| 17  | Skřítek                              | 864               |
| 18  | Hvězda                               | 860               |
| 19  | U obrázku                            | 823               |
| 20  | Vlčí sedlo                           | 790               |

## Wody
Grzbiet główny (grzebień) góry Pradziad (Masywu Pradziada), biegnący od przełęczy Skřítek do przełęczy Červenohorské sedlo jest częścią granicy Wielkiego Europejskiego Działu Wodnego, dzielącej zlewiska Morza Bałtyckiego i Morza Czarnego .
Część północno-wschodnią odwadniają rzeki: Biała Głuchołaska (cz. Bělá) i Moravice . Część południowo-zachodnią rzeka Divoká Desná dopływ rzeki Desná . Wszystkie one mają tu swoje źródła. Biała Głuchołaska jest dopływem Nysy Kłodzkiej (cz. Kladská Nisa), która wpada do Odry. Desná jest dopływem Morawy (cz. Morava), która wpada do Dunaju.
Mają tu swoje źródła potoki, z których najważniejsze to: Bělokamenný p., Biała Opawa (cz. Bílá Opava), Česnekový p. (1), Česnekový p. (2), Kamenitý p., Kotelný p., Merta, Mlýnský p., Podolský p., Stříbrný p., Studený p. (1), Studený p. (2), Tříramenný p. i Volárka .
Na rzece Divoká Desná zbudowano zaporę, której zbiornik wodny jest dolnym zbiornikiem elektrowni szczytowo-pompowej Dlouhé Stráně. Górny zbiornik utworzono na górze Dlouhé stráně .
Natomiast w rezerwacie przyrody Vysoký vodopád na potoku Studený potok (1), płynącym pomiędzy stokami gór Velký Jezerník i Malý Děd znajduje się największy w Masywie Pradziada i Wysokim Jesioniku wodospad o nazwie Vysoký vodopád .

## Ochrona przyrody

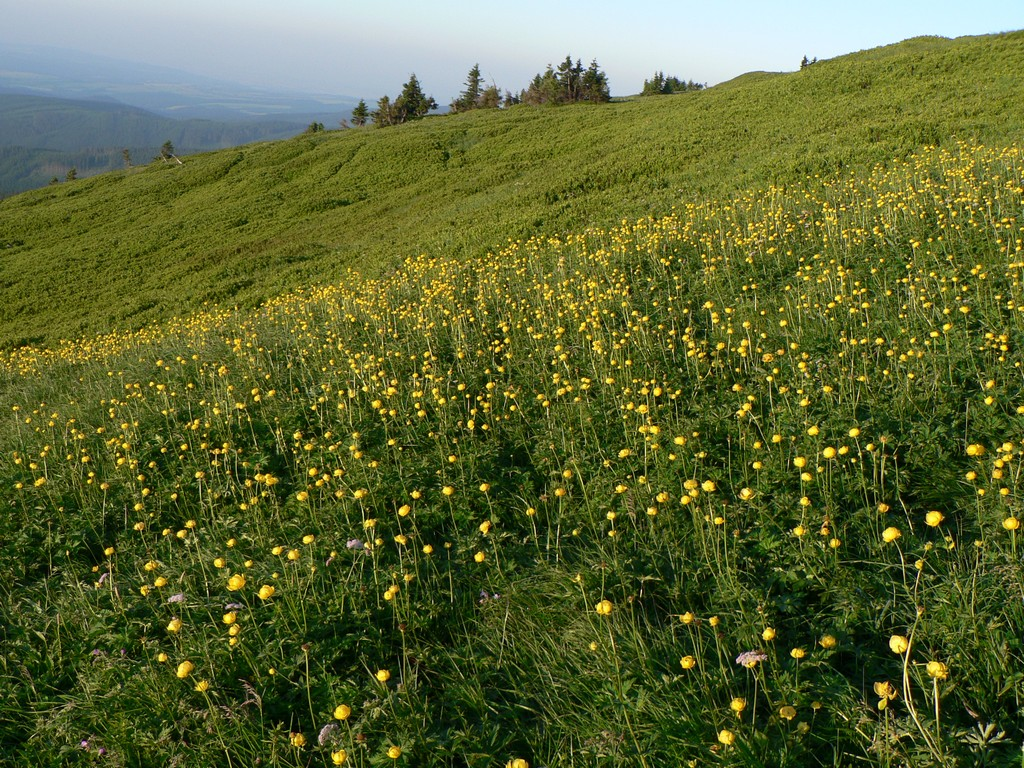
Fragment narodowego rezerwatu przyrody Praděd (2008 rok)

W 1969 roku, w Jesionikach (cz. Jeseníky) wydzielono obszar objęty ochroną o nazwie Obszar Chronionego Krajobrazu Jesioniki (cz. Chráněná krajinná oblast (CHKO) Jeseníky), na którym w granicach Wysokiego Jesionika utworzono 4 narodowe rezerwaty przyrody, 15 rezerwatów przyrody, 1 narodowy pomnik przyrody i 4 pomniki przyrody, w celu ochrony utworów skalnych, ziemnych i roślinnych oraz rzadkich gatunków zwierząt.

### Rezerwaty i pomniki przyrody
W Masywie Pradziada utworzono 2 narodowe rezerwaty przyrody, 5 rezerwatów przyrody, narodowy pomnik przyrody i pomnik przyrody :
- NRP Praděd (2031 ha)
- NRP Rašeliniště Skřítek (167 ha)
- RP Břidličná (652 ha)
- RP Pod Jelení studánkou (148 ha)
- RP Vysoký vodopád (141 ha)
- RP Bučina pod Františkovou myslivnou (25 ha)
- RP Růžová (25 ha)
- NPP Javorový vrch (84 ha)
- PP Zadní Hutisko (0,3 ha)

## Miejscowości

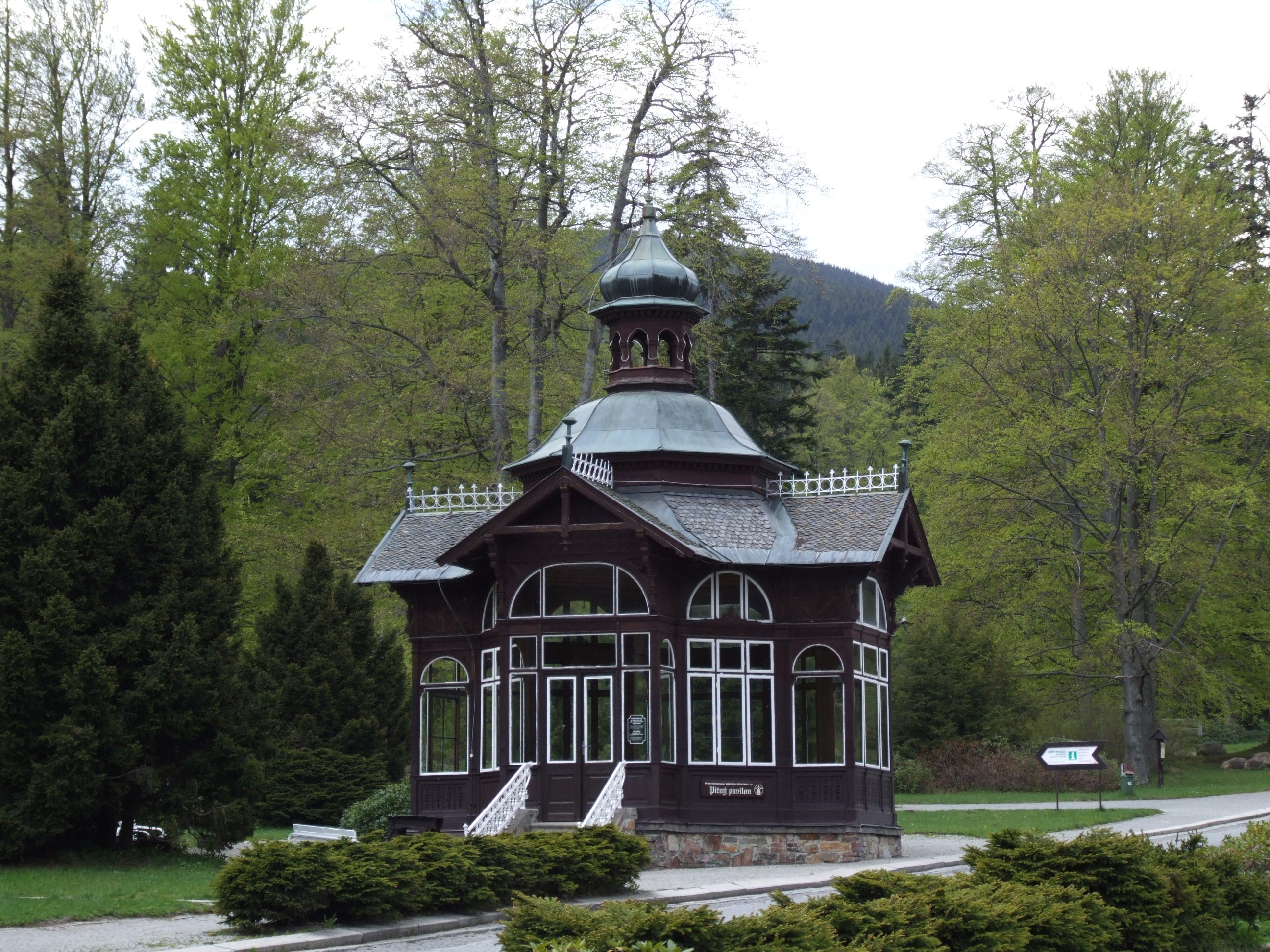
Pawilon pijalnia wód w miejscowości Karlova Studánka, w dali widoczna góra Hradečná (2008 rok)

Na obszarze Masywu Pradziada położone są następujące miejscowości :
- Dolní Moravice
- Karlova Studánka
- Kouty nad Desnou (część miejscowości Loučná nad Desnou)
- Loučná nad Desnou
- Malá Morávka
- Stará Ves
- Vernířovice

## Schroniska i hotele górskie

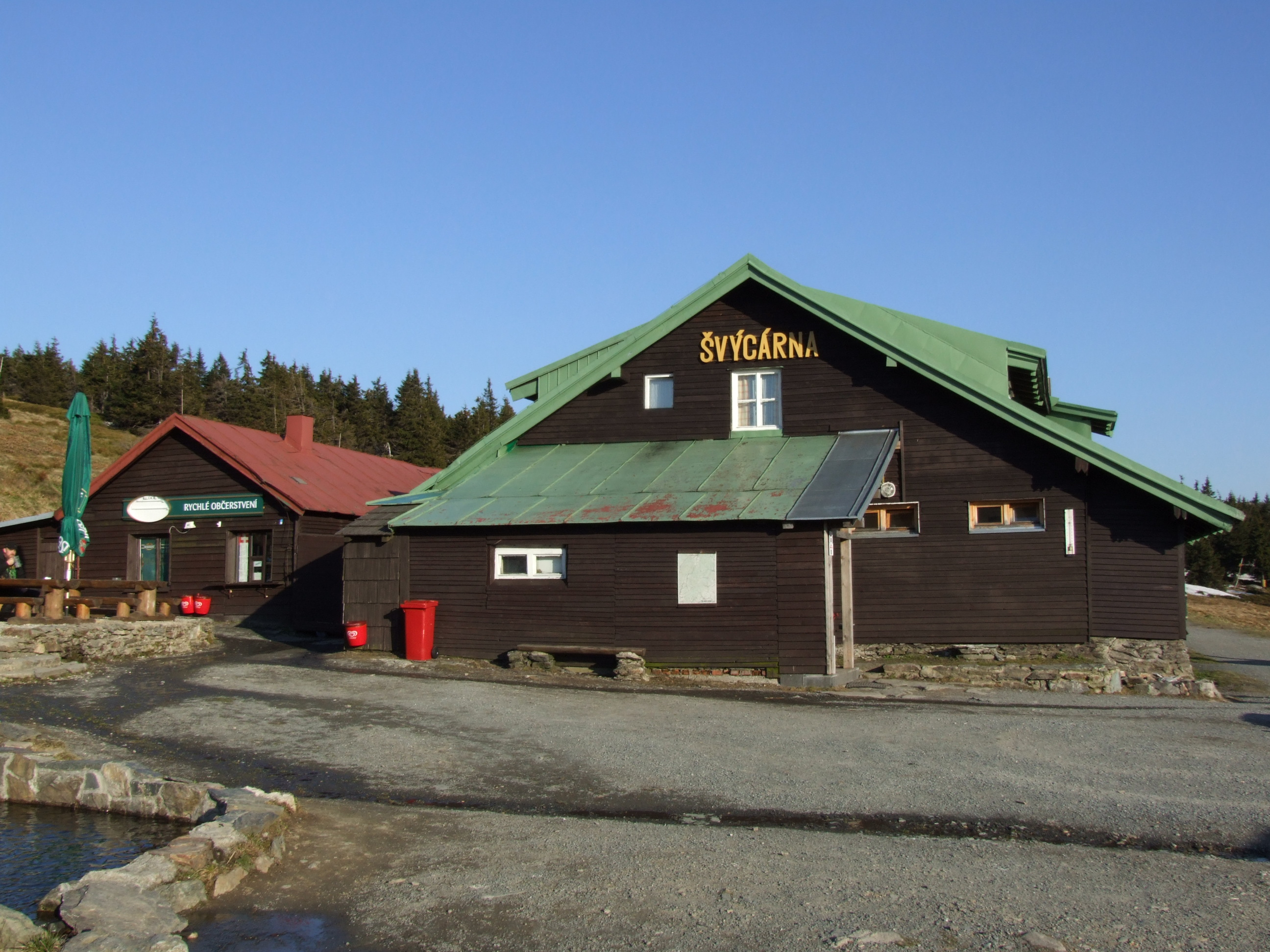
Schronisko Švýcárna (2008 rok)

W Masywie Pradziada znajdują się następujące hotele i schroniska turystyczne :
- Švýcárna na stoku góry Malý Děd, to najstarsze schronisko w Masywie Pradziada oraz w Wysokim Jesioniku
- na wieży telewizyjnej Praděd: hotel Praděd oraz na stoku góry Pradziad hotele górskie: Kurzovní chata i Barborka
- na stoku góry Petrovy kameny hotele górskie: Ovčárna i Figura oraz schronisko Sabinka
- na stoku góry Hubertka schronisko Františkova myslivna

Na przełęczy Červenohorské sedlo znajduje się jeden hotel górski Červenohorské Sedlo oraz baza pensjonatów. Natomiast w miejscowościach zlokalizowane są wyłącznie pensjonaty i hotele.
Poza tym na obszarze Masywu Pradziada znajduje się kilkadziesiąt chat rozsianych na stokach gór, jednak nie mają one charakteru typowych schronisk, a zalicza się je do tzw. chat łowieckich.